# Taylor Glacier (glaciär i Antarktis, lat -77,73, long 162,17)
Taylor Glacier är en glaciär i Antarktis. Den ligger i Östantarktis. Nya Zeeland gör anspråk på området. Taylor Glacier ligger 420 meter över havet.
Terrängen runt Taylor Glacier är bergig åt sydost, men åt nordväst är den kuperad. Taylor Glacier ligger nere i en dal som går i öst-västlig riktning. Trakten är obefolkad. Det finns inga samhällen i närheten. 